# Teorema dell'elettore mediano
Il teorema dell'elettore mediano in scienze politiche e teoria della scelta sociale, sviluppato da Duncan Black, afferma che se gli elettori e i candidati sono distribuiti lungo uno spettro unidimensionale e gli elettori hanno preferenze a picco singolo, qualsiasi metodo di voto compatibile con la regola della maggioranza eleggerà il candidato preferito dall'elettore mediano. Il teorema dell'elettore mediano mostra quindi che in un modello realistico del comportamento degli elettori, il teorema di Arrow, che suggerisce essenzialmente che i sistemi di voto a scelta classificata non possono eliminare l'effetto spoiler, non si applica e quindi che la scelta sociale razionale è di fatto possibile se il sistema elettorale utilizza un metodo Condorcet .
Questo viene talvolta riformulato nella proprietà dell'elettore mediano, un criterio del sistema di voto che afferma che i sistemi elettorali dovrebbero scegliere il candidato più gradito all'elettore mediano. I sistemi che non soddisfano il criterio dell'elettore mediano mostrano un fenomeno di compressione del centro, incoraggiando i candidati ad assumere posizioni più estreme di quelle che la popolazione più ampia preferirebbe. Alcuni sistemi di voto soddisfano la proprietà dell'elettore mediano, inclusi tutti i metodi Condorcet, il voto di approvazione, e il metodo di Coombs ; altri, come il voto a ballottaggio immediato ("voto di scelta classificata") e il voto di pluralità, non lo soddisfano. Il voto a punteggio soddisfa la proprietà in base al voto strategico e informato (dove è equivalente al voto di approvazione), o se le valutazioni dei candidati da parte degli elettori sono lineari rispetto alla distanza ideologica. 
Il teorema fu esposto per la prima volta da Duncan Black nel 1948. Scrisse di aver visto una grande lacuna nella teoria economica riguardo al modo in cui il voto determina l'esito delle decisioni, comprese quelle politiche. Il documento di Black diede il via alla ricerca su come l'economia possa spiegare i sistemi di voto. Nel 1957 Anthony Downs espose il teorema dell'elettore mediano nel suo libro An Economic Theory of Democracy . 
Un'affermazione correlata era stata fatta in precedenza (nel 1929) da Harold Hotelling, il quale sosteneva che i politici in una democrazia rappresentativa convergerebbero verso il punto di vista dell'elettore mediano, basandosi sul suo modello di competizione economica. Tuttavia, questa affermazione si basa su un modello di voto profondamente semplificato, ed è solo parzialmente applicabile ai sistemi che soddisfano la proprietà dell'elettore mediano. Non può essere applicata a sistemi come il voto a scelta classificata (RCV) o il voto uninominale maggioritario, nemmeno nei sistemi bipartitici.

## Un semplice esempio
Tre amici, A, B e C, devono decidere in quale ristorante pranzare assieme: A vorrebbe spendere € 5, B € 10,
mentre C € 20.
| Elettore: | --ordine delle preferenze(€)--> | --ordine delle preferenze(€)--> | --ordine delle preferenze(€)--> |
| A         | 5                               | 10                              | 20                              |
| B         | 10                              | 5                               | 20                              |
| C         | 20                              | 10                              | 5                               |

Possiamo ragionevolmente ipotizzare che essi abbiano rispettivamente un insieme delle preferenze del tipo di quello in Tabella 1.
Se ai tre amici venisse chiesto di esprimere un voto fra il ristorante che costa € 5, e quello che costa € 10, allora A voterebbe per il primo, mentre B e C per il secondo. In questo caso la proposta da € 10 otterrà la maggioranza. Se riproponessimo la stessa domanda ai tre amici, questa volta chiedendo loro quale ristorante preferiscono fra quello che costa € 5 e quello che ne costa € 20, allora A e B voteranno per il primo, essendo € 10 più vicino a € 5 che a € 20, mentre solamente C voterà per il secondo. Se, infine, chiedessimo ai tre amici quale ristorante preferiscano fra quello che costa € 10 e quello che costa € 20, allora A e B voteranno per il primo, mentre C sarà nuovamente il solo a votare per il secondo.
| Opzioni:         | A  | B  | C  | Risultato: |
| ---------------- | -- | -- | -- | ---------- |
| € 5 contro € 10  | 5  | 10 | 10 | € 10       |
| € 5 contro € 20  | 5  | 5  | 20 | € 5        |
| € 10 contro € 20 | 10 | 10 | 20 | € 10       |

Come risulta dalla Tabella 2 la preferenza di B per una spesa al ristorante di € 10 sconfiggerà allora ogni altra proposta.
In generale, posto che tutti gli ordinamenti delle preferenze siano unimodali e limitandosi al caso unidimensionale, se c'è un elettore mediano, le sue politiche preferite batteranno ogni altra alternativa in una competizione a coppie: il punto ideale dell'elettore mediano è, cioè, sempre un vincitore à la Condorcet.

## Elettore mediano e voto a maggioranza
In presenza di un bene pubblico è efficiente dal punto di vista sociale che questo sia fornito in quantità uguale a tutti i cittadini. Per decidere quale sia questa quantità ottima è necessaria una regola di voto. Se immaginiamo che a decidere sia la maggioranza dei votanti, allora avremo che l'elettore mediano sarà decisivo (pivotale) dal momento che la quantità da questo preferita, e solo quella, sarà in grado di ricevere la maggioranza dei voti.

### Elettore mediano e valutazione Costi-Benefici
Per quanto detto sopra, la decisione non riceverà un consenso unanime e anzi rifletterà un eccesso di spesa se osservata dal punto di vista di un elettore alla sinistra di quello mediano, ovvero una spesa insufficiente per tutti quelli alla destra del mediano.
Ciò è da imputarsi a due caratteristiche del voto a maggioranza:
1. si basa su valutazioni personali di benessere, che non tengono conto dei costi e benefici altrui;
2. non incamera ed elabora informazioni riguardo al valore dei benefici e dei costi personali dei singoli.

Possono dunque esistere situazioni nelle quali una mozione approvata dalla maggioranza porti benefici a coloro che hanno votato a favore minori dei costi spettanti a coloro che erano contrari, ovvero la situazione opposta.
Differentemente dal voto a maggioranza, una valutazione della spesa pubblica basata su un criterio Costi-Benefici necessita di informazione riguardo all'entità di guadagni e perdite spettanti rispettivamente ai membri della maggioranza e della minoranza.

### Elettore mediano ed efficienza paretiana
Considerando quanto appena visto possiamo dunque affermare che il voto a maggioranza porta a risultati non efficienti nel senso di Pareto con una certa probabilità. Non c'è infatti ragione di aspettarsi che le preferenze dell'elettore mediano siano efficienti anche per la società nel suo complesso. Se l'elettore mediano fosse, però, anche quello medio, allora la sua scelta sarebbe anche socialmente efficiente. Dunque la possibilità che l'elettore mediano scelga una quantità socialmente efficiente del bene pubblico dipende dalla distribuzione dei benefici marginali nella popolazione, che è il risultato di differenti preferenze o differenti redditi percepiti.
Mentre, solitamente, la distribuzione delle preferenze degli individui si distribuisce approssimando in distribuzione una Normale di media pari alla scelta preferita dall'elettore mediano ({\displaystyle \mu =Me}). In questo caso, scelte collettive prese a maggioranza portano ad un risultato ottimo nel senso di Pareto. La distribuzione dei redditi in una popolazione tende invece, nella maggioranza dei casi, ad avere una distribuzione asimmetrica, con {\displaystyle Me<\mu }. In questo caso l'elettore mediano sceglierà una quantità inferiore a quella che sarebbe stata efficiente per la società nel suo complesso e, dunque, il voto a maggioranza non garantisce il raggiungimento di un risultato che sia efficiente nel senso di Pareto. Un'asimmetria distributiva di tipo opposto ({\displaystyle Me>\mu }) può portare allo stesso modo ad un eccesso di spesa pubblica: si pensi al caso in cui i membri di una popolazione con reddito relativamente basso traggono maggiore benefico dal consumo di beni pubblici rispetto ai contribuenti con un reddito relativamente più elevato (Hillman, 2009:419-420).

### L'identità dell'elettore mediano
Spesso si parla di "dittatura dell'elettore mediano" come risultato del voto a maggioranza, ma questa "dittatura" è del tutto innocua se confrontata con quella comunemente intesa dal momento che spesso l'elettore mediano non sa di esserlo (o per lo meno non ne è sicuro).
Questo accade principalmente per una duplice ragione. Quando le curve di utilità dei benefici marginali degli elettori si intersecano – e poiché le valutazioni degli elettori sono fra loro indipendenti non c'è ragione di aspettarsi che ciò non accada – allora l'identità dell'elettore mediano dipende dal livello dei prezzi del bene pubblico. Inoltre, influisce il sistema di ripartizione dei costi dei beni pubblici. Un elettore che risulta mediano se i costi sono equamente ripartiti, può non esserlo più nel momento in cui i costi sono ripartiti ad esempio secondo uno schema progressivo.

### Instabilità del voto maggioritario
Uno dei problemi del voto a maggioranza è che può fallire nel realizzare una decisione collettiva stabile a causa di cicli indefiniti fra le alternative. Questa prospettiva, se è certa in presenza di giochi a somma zero puramente redistributivi, può non realizzarsi, invece, nel caso di problemi allocativi: in quest'ultimo caso, infatti, sono valide le conclusioni del teorema dell'elettore mediano dimostrato da Duncan Black.
Black (1948; 1958) dimostrò che solo quando le preferenze di tutti gli elettori, riguardo ad alternative ordinabili secondo un ordine progressivo crescente, sono unimodali (single-peaked) esiste un'alternativa che risulterà certamente vincitrice à la Condorcet. Quando anche solo uno dei contribuenti ha preferenze plurimodali potrà sorgere un ciclo per cui ogni alternativa potrà sconfiggerne un'altra: potrà, cioè, non esistere un vincitore/vincitrice à la Condorcet (Paradosso di Condorcet).
Se questo può spesso non rivelarsi un problema nel caso di decisioni riguardanti la spesa da destinare ad un bene pubblico, lo è invece quasi sicuramente nel caso di scelte riguardanti progetti pubblici alternativi, quando cioè i termini del quesito non sono strettamente ordinabili in senso crescente o decrescente di valore. Se infatti nel primo caso è raro, anche se non impossibile o illogico, trovare persone che preferiscono € 15 di un bene a € 5, ma € 5 a € 10 del medesimo bene, è invece del tutto ordinario pensare di poter preferire che si spenda di più in nuovi parchi naturali che in istruzione pubblica e preferire d'altronde che si spenda di più in istruzione pubblica che in difesa nazionale.

### Elettore mediano su più dimensioni
Il teorema dell'elettore mediano afferma che la regola di maggioranza conduce con certezza ad un equilibrio di Nash. Ciò è vero solo nel caso in cui ci limitiamo a questioni unidimensionali e se tutti gli elettori hanno preferenze ad una punta. Se tutte le questioni fossero unidimensionali, preferenze a più punte potrebbero essere considerate piuttosto improbabili, tanto da poter considerare i cicli un'eventualità di scarsa rilevanza. In un mondo multidimensionale tuttavia, preferenze a più punte sono piuttosto probabili.

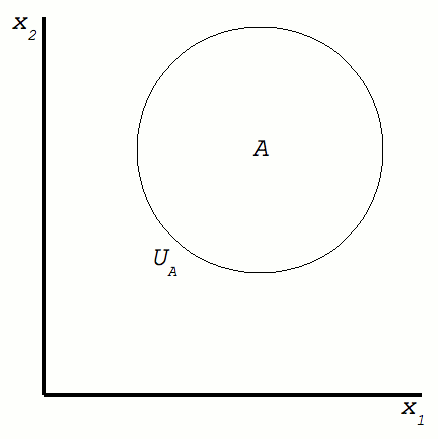
Illustrazione 1 : curva di utilità per due beni

Se immaginiamo che i beni pubblici da fornire siano due, possiamo costruire uno spazio a tre dimensioni: quantità del bene pubblico X, quantità del bene pubblico Y e livello di utilità dei contribuenti. Il livello di benessere degli elettori sarà rappresentato da un grafico simile ad un dosso la cui cima corrisponde al paniere ({\displaystyle X_{i},Y_{j}}) preferito. L'utilità di tale elettore decrescerà al crescere della distanza dal punto preferito e potremo così definire delle curve di indifferenza come il luogo dei punti di uguale utilità per l'elettore. Queste curve, se proiettate sul piano XY, possono essere rappresentate da circonferenze concentriche di centro ({\displaystyle X_{i},Y_{j}}) (v. Illustrazione 1).
Prendiamo in considerazione un comitato di tre membri i cui punti ideali giacciono rispettivamente sui tre vertici (A, B, C) di un triangolo, allora i segmenti {\displaystyle {\overline {AB}},{\overline {AC}},{\overline {BC}}} sono le tre possibili curve dei contratti, ovvero i tre possibili insiemi Pareto-efficienti delle coalizioni di maggioranza che possono venirsi a creare. Poiché non c'è alcun punto in comune ai tre segmenti, non c'è alcun punto che sia Pareto-efficiente per ogni possibile coalizione di maggioranza. Ogni punto appartenente ad una curva dei contratti può sconfiggere un punto che non vi appartiene dal momento che vi sarà una qualche maggioranza che preferisce il primo al secondo. Questo stretto legame esistente fra punti Pareto-efficienti e punti di equilibrio con la regola di maggioranza porta allora alla conclusione che, in un caso come questo, non esiste un punto di equilibrio con la regola di maggioranza.
In altri casi, come ad esempio se i tre punti si trovano lungo uno stesso segmento, la regola di maggioranza torna a produrre un risultato stabile, come previsto dal teorema dell'elettore mediano (teorema di Plott).

## Elettore mediano e competizione politica
La maggior parte delle decisioni pubbliche viene presa in regime di democrazia rappresentativa, è particolarmente interessante lo studio delle caratteristiche dei risultati in termini di politiche pubbliche della competizione politica che vi sta alla base. In particolare, gli studi in merito hanno tentato di stabilire se la concorrenza politica che ne deriva sia sufficiente per garantire ai contribuenti un mezzo soddisfacente per prendere decisioni collettive riguardo imposte e fornitura di beni pubblici.

### Competizione politica su una dimensione: due candidati

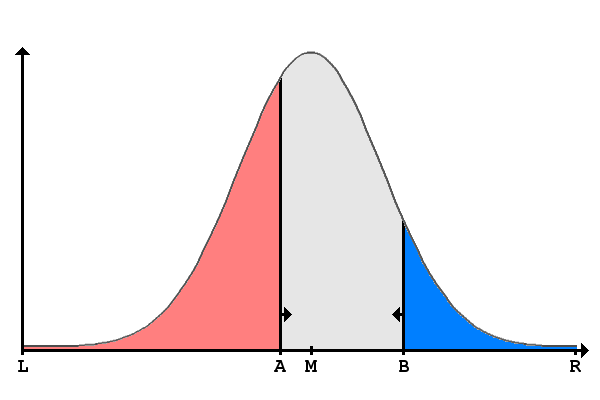
Illustrazione 2 : in questo caso, se i partiti A e B vogliono "accaparrarsi" l'elettore mediano, dovrebbero spostarsi verso il centro. Le zone rosse e blu rappresentano la quota di elettori che A e B si aspettano di essere già riusciti ad "accaparrarsi".

Consideriamo lo scenario di competizione politica più semplice: due candidati si fronteggiano per ottenere una carica pubblica, prendendo posizione riguardo al livello di spesa per un singolo bene pubblico. Ipotizziamo che agli elettori sia già noto il livello di imposta che devono pagare per finanziare il bene pubblico e che dunque debbano scegliere basandosi esclusivamente sul livello di spesa che preferiscono. Ipotizziamo, inoltre, che le preferenze di tutti i contribuenti siano unimodali. Possiamo tracciare allora un grafico “bene pubblico–utilità” dove è riportata la curva delle preferenze dell'elettore mediano (Illustrazione 2).
Se ipotizziamo che:
1. la distribuzione dei contribuenti lungo l'asse delle ascisse sia uniforme;
2. i contribuenti votino per il candidato che avanza la proposta più vicina alla quantità da essi preferita;
3. tutti i contribuenti votino;
4. i due candidati stabiliscano la loro posizione politica con il solo obiettivo di ottenere il seggio attraverso la vittoria elettorale.

Allora, una situazione iniziale nella quale i due candidati scelgono le posizioni A e B non si caratterizza come equilibrio di Nash: una situazione nella quale nessun candidato desidererebbe modificare la propria posizione data la posizione politica annunciata dall'avversario.
In tale situazione, infatti, i due candidati otterranno certamente i voti dei contribuenti i cui picchi di preferenze giacciono, rispettivamente, in
corrispondenza delle quantità [0, A] e [B, Max]. I candidati avranno, allora, convenienza a spostarsi verso M fino al raggiungimento di una posizione di equilibrio in A = B = M. Questo particolare equilibrio di Nash è noto col nome di "equilibrio di Hotelling". Dal momento che per essere eletti i candidati hanno bisogno della metà più uno dei consensi, allora l'elettore mediano, in equilibrio, risulterà decisivo. L'unico equilibrio di Nash per due candidati politici che si fronteggiano rispetto ad un unico tema è, infatti, rappresentato dalla situazione nella quale entrambi annuncino la politica preferita dall'elettore mediano.
La perfetta duplicazione delle posizioni dei due candidati, appena descritta, non è solitamente osservabile nella realtà:
- una duplicazione perfetta non darebbe agli elettori modo di distinguere tra i due candidati, non fornendo alcun incentivo “razionale” al voto;
- la posizione preferita dall'elettore mediano (M) non è conosciuta in modo certo dai due candidati. Essi potranno stimarla ed ipotizzarla ad esempio attraverso sondaggi d'opinione, ma non potranno mai conoscerla con certezza. A seconda dell'ipotesi che i candidati avanzeranno circa l'identità dell'elettore mediano, essi sceglieranno una posizione differente. Il candidato che vincerà le elezioni sarà, in questo senso, quello che meglio sarà riuscito a stimare tale posizione.
- sebbene abbiamo ipotizzato che i candidati si presentino con il solo fine di vincere le elezioni, è possibile che essi abbiano anche come obiettivo il perseguimento di un'idea politica: sotto tale ipotesi non è più illogico aspettarsi che, anche se la posizione dell'elettore mediano fosse nota, i due candidati non la scelgano se differisce dai loro “ideali”.

Un modello di questo tipo fu proposto per la prima volta da Harold Hotelling in un articolo del 1929, che può essere considerato un chiaro antecedente dei lavori sia di Downs (1957) che di Black (1948; 1958).
Nel modello di Hotelling le assunzioni su cui si basa la considerazione secondo cui i candidati convergono al centro sono piuttosto irrealistiche:
1. una sola dimensione su cui confrontarsi;
2. unimodalità e simmetricità della distribuzione di frequenza;
3. totale partecipazione dei cittadini al voto;
4. presenza di soli due candidati alla carica elettiva.
Il modello risulta quindi perfettibile e molti studi successivi si sono concentrati in questo senso.
Questa ultima considerazione è inoltre molto interessante perché confuta la tesi di molti, secondo cui il teorema dell'elettore mediano sarebbe falsificato dal fatto che non se ne trovano riscontri empirici. Il teorema resta invece vero fino a prova contraria: il problema è che le situazioni prese in esame non rispettano almeno una delle ipotesi che vi stanno alla base. La sua utilità sta proprio nella sua semplicità: esso è un utile modello di riferimento e confronto, come il modello della concorrenza perfetta lo è per la teoria microeconomica del settore privato. Come, infatti, il modello della concorrenza perfetta viene impiegato come base di partenza e di raffronto nello studio delle interazioni economiche private, nonostante la sua scarsa corrispondenza con la realtà, così il modello dell'elettore mediano risulta utile come termine di paragone e confrontare con le più complesse situazioni riscontrabili empiricamente.